# Augustus (настільна гра)
Augustus — настільна гра від Паоло Морі. Гра була номінована на Spiel des Jahres 2013 року і зайняла 10 місце на Deutscher Spiele Preis 2013 року. У Австрії гра отримала звання «Краща гра для родин» на конкурсі Spiel der Spiele. В Італії вона була визнана переможцем на конкурсі Gioco dell'Anno 2013 року.
Ілюстрації до гри створив Вінсент Дутре. Гра випускається видавництвом Hurrican Games, а на німецькомовних ринках її розповсюджує Asmodée.

## Ігровий процес
Гравці збирають легіони, що знаходяться на картах в їх розпорядженні. За допомогою символів на жетонах вони намагаються контролювати провінції та персонажів. Коли гравець досягає цього, він вигукує «Ave Caesar» і отримує певну кількість очок.

## Характеристика гри
Матеріали гри складаються переважно з карт, доповнених жетонами та фігурками робітників. Ігровий час порівняно короткий, а правила нескладні, тому гра класифікується як сімейна. Принцип гри має легкі впливи азартної гри бінго, але розширює його завдяки тактичним рішенням.

## Відгуки
|                         | Augustus вдало поєднує елементи лотереї бінго з тактичними елементами, піднімаючи майже 100-річний принцип гри на новий рівень з більшою ігровою глибиною. Незважаючи на додаткові правила, гра зберігає легкість і динаміку свого попередника. Ба більше: Augustus захоплює гравців, оскільки вони завжди спільно чекають на наступний жетон, витягнутий із мішка, що гарантує напругу для всіх до самого кінця. |
| — Журі Spiel des Jahres | |